# 집모기족
집모기족은 모기과에 속하는 곤충 분류군의 하나이다.

## 하위 분류
- 집모기속 (Culex) - 768종
- Deinocerites - 18종
- Galindomyia - 유일종
- Lutzia - 8종